# Euphorbia pentagona
Euphorbia pentagona är en törelväxtart som beskrevs av Adrian Hardy Haworth. Euphorbia pentagona ingår i släktet törlar, och familjen törelväxter. Inga underarter finns listade i Catalogue of Life.

## Bildgalleri

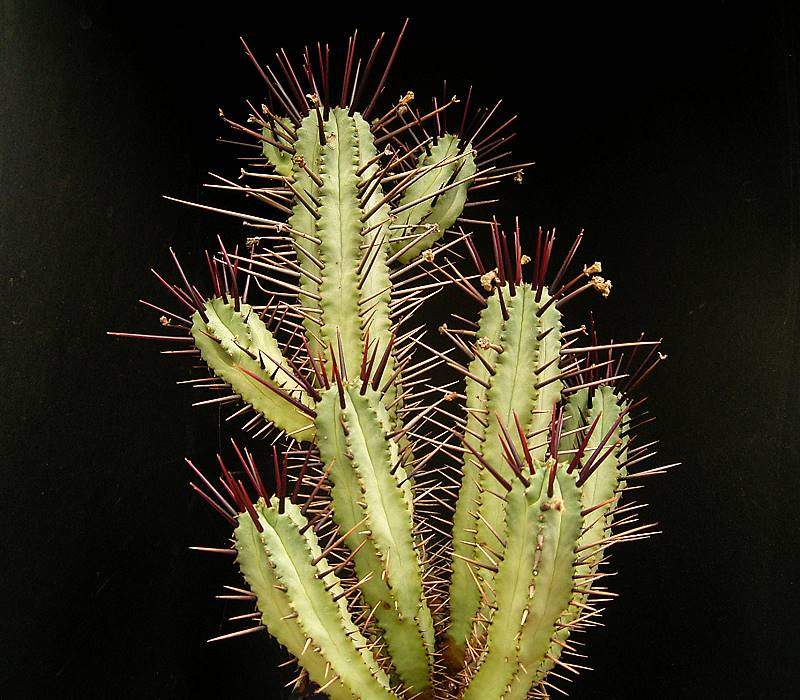
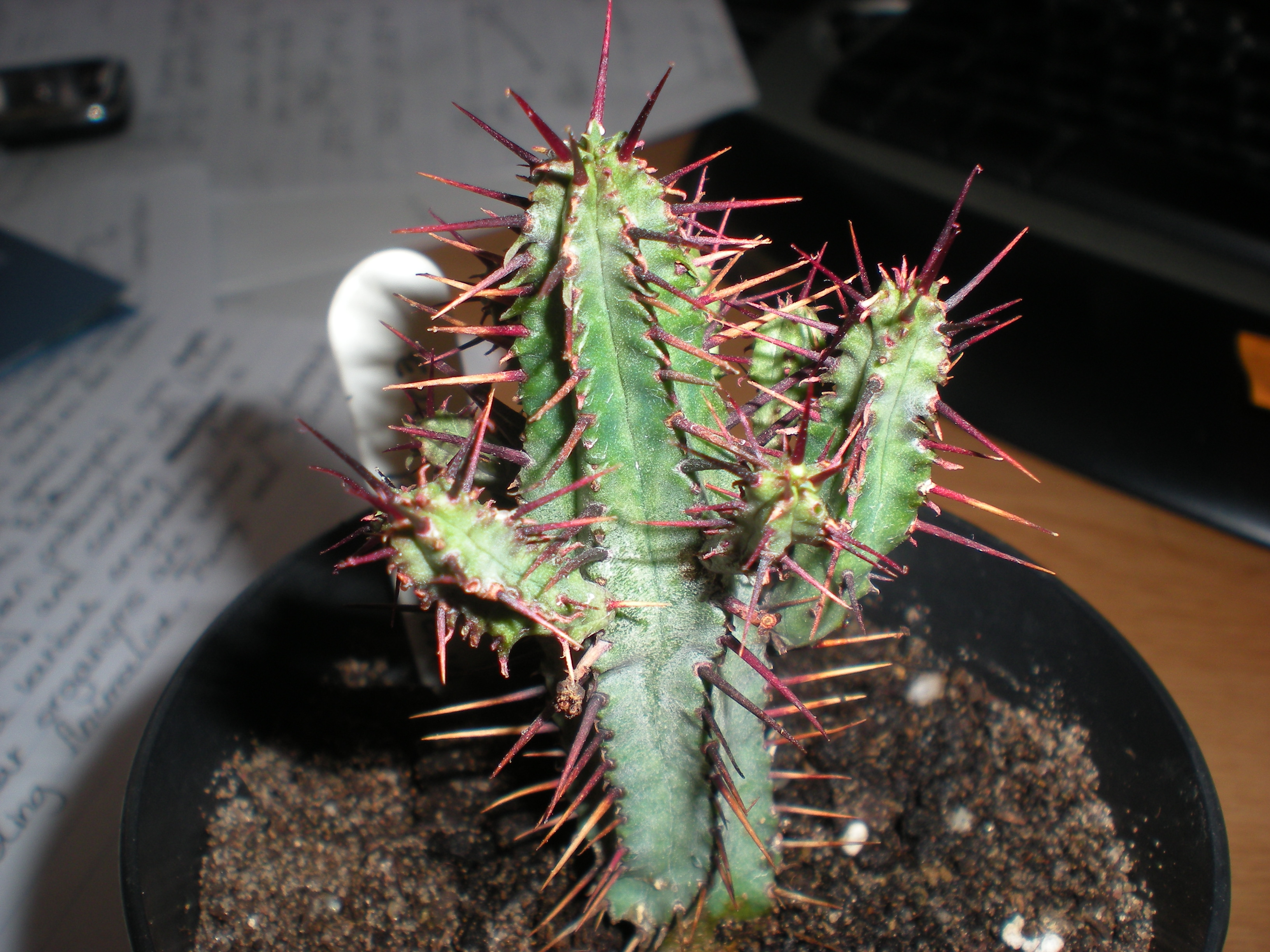
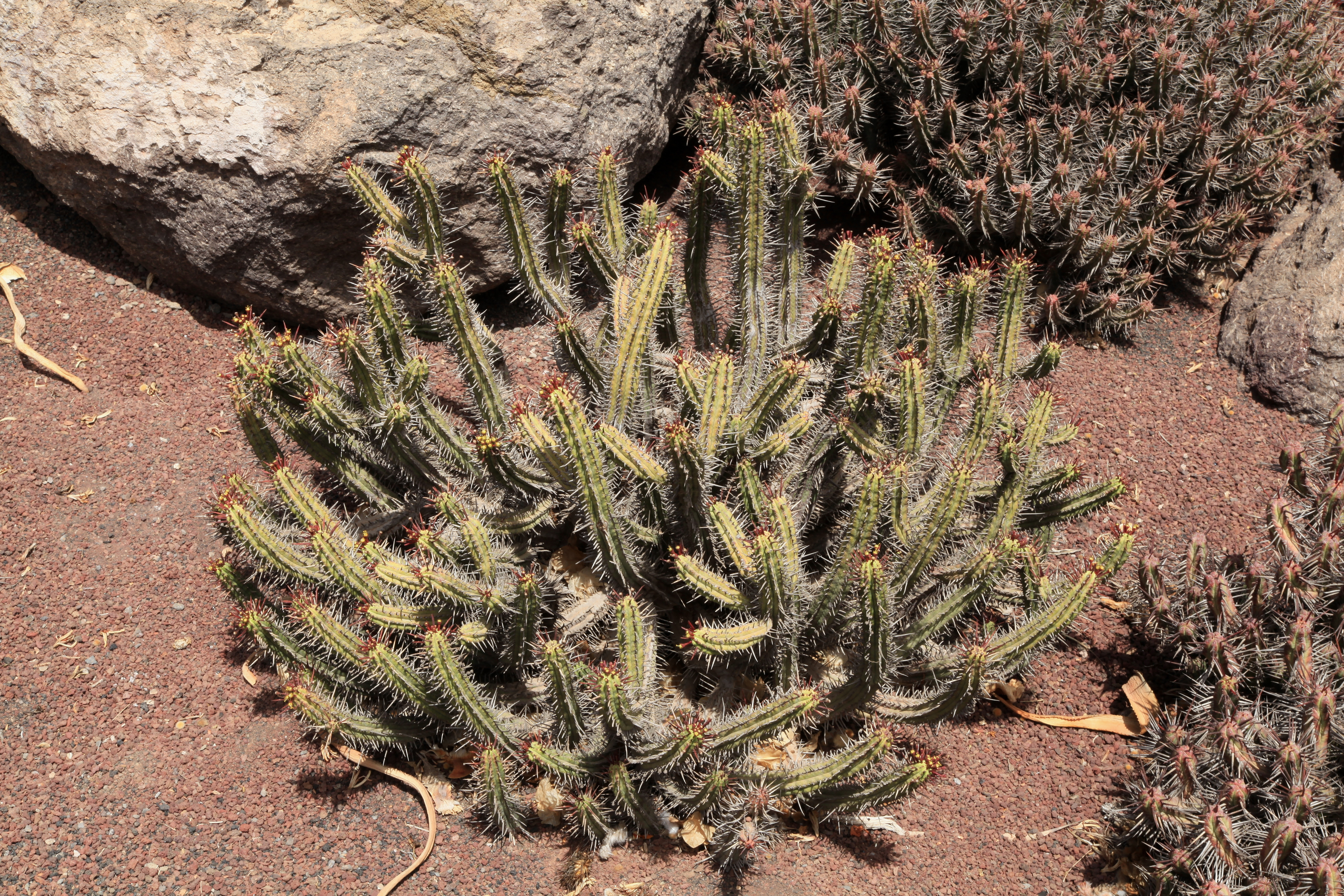